# Katsura Taro
Katsura Taro, född 4 januari 1848, död 10 oktober 1913, var en japansk markis, militär och statsman.
Katsura var son till en samurai och deltog på kejsarens sida i 1868 års inbördeskrig. Efter restaurationen bedrev han under några år militära studier i Tyskland. Han var japansk militärattaché i Berlin 1875–1878, blev 1885 generalmajor och 1886 vice krigsminister. Han delrog i omorganisationen av armén och var divisionschef i kriget mot Kina 1894–1895. Efter fredsslutet upphöjdes han till vikomt.
Katsura var krigsminister 1898–1900 och blev fältmarskalk då han avgick från posten. Mellan juni 1901 och december 1905 var han premiärminister med stöd av Ito Hirobumi och andra statsmän, bland annat vid ett misstroendevotum 1903 från deputeradekammaren, som hade funnit att budgetens utformning stred mot författningen.
Efter rysk-japanska krigets slut överlämnade han makten till Saionji Kinmochis ministär, men blev i juli 1908 åter premiärminister och samtidigt finansminister. Han upphöjdes 1903 till greve och 1907 till markis.
Politiskt tillhörde Katsura den konservativa falangen i japansk politik och hävdade att kabinettets existens berodde på kejsarens och inte på parlamentets förtroende. Han stod Yamagata Aritomo nära och sedan Yamagata dragit sig tillbaka från politiken företrädde Katsura dennes politik under sina tre ministärer.